# Siganus lineatus

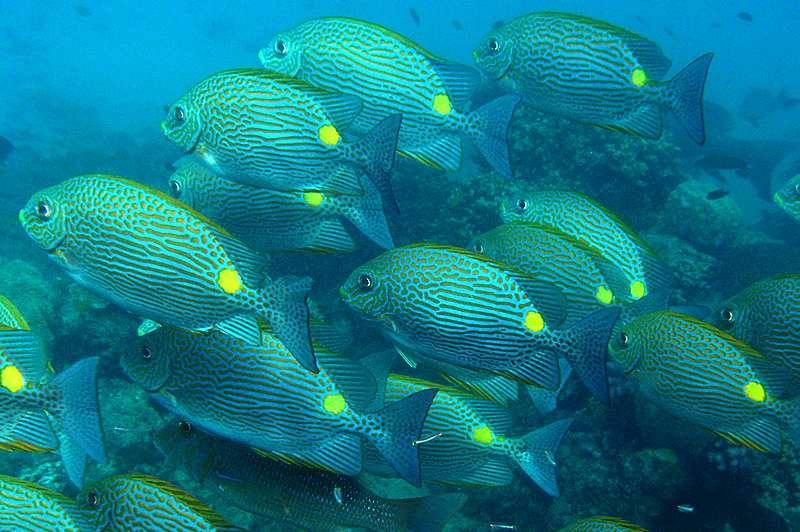
Escuela de S. lineatus en la isla Lizard, Australia

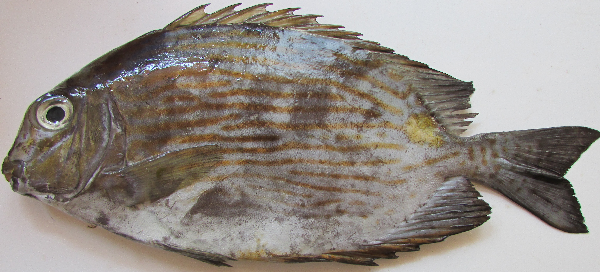
Ejemplar de S. lineatus en la costa de Tuticorin, India. 24 cm de longitud.

Siganus lineatus es una especie de peces marinos de la familia Siganidae, orden Perciformes, suborden Acanthuroidei. 
Su nombre común es sigano rayas doradas. Es una especie comercializada para consumo humano en algunos mercados de pescado fresco de su rango de distribución.

## Morfología
El cuerpo de los sigánidos es medianamente alto, muy comprimido lateralmente. Visto de perfil recuerda una elipse. La boca es terminal, muy pequeña, con mandíbulas no protráctiles. 
La coloración base de la cabeza, el cuerpo y las aletas, es azulada. La cabeza tiene rayas irregulares doradas, del mismo color que un moteado irregular que cubre la base de la aleta dorsal, el pedúnculo y la aleta caudales. En la mayor parte del cuerpo, el moteado de la espalda se convierte en rayas horizontales, más o menos paralelas, que son el origen del nombre de la especie. En la base de los últimos radios de la aleta dorsal, junto al pedúnculo caudal, tiene una mota grande dorada, distintiva de la especie junto al rayado corporal. El vientre es plateado. Las espinas de las aletas dorsal y anal están bordeadas en amarillo. Los juveniles tienen menos cantidad de puntos sobre el cuerpo, y de mayor tamaño, que los adultos. 
Cambian su coloración a patrones con manchas o franjas irregulares, de tonalidades oscuras, que les proporcionan un camuflaje estratégico, tanto cuando están estresados, como para dormir.
Se distingue de su pariente próximo, tanto en su rango geográfico, como genéticamente, Siganus guttatus, tan sólo en que el moteado del cuerpo de éste, se convierte en rayas, salvo en la espalda, en S. lineatus.
Cuentan con 13 espinas y 10 radios blandos dorsales, precedidos por una espina corta saliente, a veces ligeramente sobresaliente, y otras totalmente oculta. La aleta anal cuenta con 7 fuertes espinas y 9 radios blandos. Las aletas pélvicas tienen 2 espinas, con 3 radios blandos entre ellas, característica única y distintiva de esta familia. Las espinas de las aletas tienen dos huecos laterales que contienen glándulas venenosas.
El tamaño máximo de longitud es de 43 cm, aunque el tamaño medio es de 25 cm.

## Reproducción
Son dioicos, ovíparos y de fertilización externa. Alcanzan la madurez con 2 años, en el caso de las hembras, desde 23 cm hasta los 3  cm de longitud.
Los huevos son demersales, depositados en el fondo, y adhesivos. El desove se produce entre el atardecer y media noche, en los meses calurosos, coincidiendo con el primer cuarto del ciclo lunar. Se concentran para desovar en agregaciones de varios cientos de individuos. Cuando los huevos eclosionan los padres no cuidan a la prole.
Poseen un estado larval planctónico de unos 24 días de duración. Desarrollan un estado postlarval, característico del suborden Acanthuroidei, llamado acronurus, en el que los individuos son transparentes, y se mantienen en estado pelágico durante un periodo extendido antes de establecerse en el hábitat definitivo, y adoptar entonces la forma y color de juveniles.

## Alimentación
Son principalmente herbívoros Progresan de alimentarse de fitoplancton y zooplancton, como larvas, a alimentarse de macroalgas bénticas y raspando algas incrustantes de rocas y corales.

## Hábitat y comportamiento
Habitan en aguas tropicales, asociados a arrecifes de coral costeros. Los adultos en lagunas, arrecifes y estuarios, mientras que los juveniles habitan en manglares y praderas de fanerógamas marinas.  Ocurren en "escuelas" toda su vida, las de adultos suelen reducirse a grupos de 10-25 individuos.
Su rango de profundidad es entre 0 y 25 metros, aunque lo normal es hallarlos entre 0 y 20 metros de profundidad.

## Distribución geográfica
Estos peces se encuentran en el este del océano Índico y el oeste del Pacífico, desde Maldivas hasta las islas Salomón, y desde Japón al norte del rango.
Están presentes en Australia, Filipinas, India, Indonesia, Japón, Malasia, Maldivas, Micronesia, Nueva Caledonia, Palaos, Papúa Nueva Guinea, islas Salomón, Sri Lanka, Tailandia, Vanuatu y Vietnam. Siendo cuestionable para algunos expertos su presencia en Vietnam, que se atribuye a identificaciones erróneas de S. guttatus.